# Língua bungku
Bungku é uma língua Austronésia (uma das línguas Celébicas do Sudoeste das Celebes,  Indonésia. É muito próximo da Língua kahua. Era uma língua franca local antes da independência.

## Falantes
É falado por cerca de 22. mil pessoas em Sulawesi, na Indonésia, particularmente nos sub-distritos de Bungku Selatan, Bungku Tengah e Bungku Utara, na província de Sulawesi Central, e nos sub-distritos de Asera, Soropia e Lasolo, no sudeste da província de Sulawesi.

## Outros nomes
Bungku também é conhecido como Ikinyikiusa, Tamboeko, Tambuku ou Tobuco. Os dialetos incluem Bungku, Routa, Tulambatu, Torete, Landawe e Waia.

## Escrita
A língua usa uma forma do alfabeto latino sem as letras Q, W, V, Y, X, Z; Usam-se as formas Mb, Mp, Nc, Nd, Nj, Ns, Nt, Ng, Ngg, Ngh.